# 白銀に躍る
『白銀に躍る』（Kauf dir einen bunten Luftballon）は、1961年の西ドイツの映画。『白銀に踊る』という表記もある。出演はトニー・ザイラーやイナ・バウアーなど。

## キャスト
※括弧内は日本語吹替（放送日1970年1月12日『月曜ロードショー』）
- ハンス・ハラー：トニー・ザイラー（仲村秀生）
- インゲ・ケーニッヒ：イナ・バウアー（鈴木弘子）
- ナップ：ハインツ・エアハルト（塩見竜介）
- ヘルマン・ケーニッヒ：オスカー・シマ（相模武）
- ミア：ルート・ステファン（武藤礼子）
- ジョセフ：ジョー・ストッケル（滝口順平）
- ミフケ：ガンザー・フィリップ
- イローナ・バーグ：カタリーナ・メイバーグ（高橋和枝）
- エンゲルバート教授：パウル・ヘルビガー（宮内幸平）
- ピーター・バートラム：エルンスト・スタンコフスキー
- ロバート：ピーター・パラク（関根信昭）

## スタッフ
- 監督・脚本：ゲザ・フォン・ツイフラ
- 製作：アルフレッド・シュテーガー、クルト・ウルリッヒ
- 製作総指揮：ヘインズ・ポラック
- 撮影：ヴィリ・ウィンテルスタイン
- 美術：レオ・メッツェンバウアー
- 編集：レナーテ・ジェリネック
- 音楽：マイケル・ジェリー